# Milan Reindl
Milan Reindl (* 1980) je český návrhář stavebnic značky Lego a někdejší učitel.

## Život
V dětství, asi mezi desátým a čtrnáctým rokem věku, si Reindl se stavebnicemi Lego hrál. Pak tuto hračku opustil. V dospělosti působil na sušické základní škole, na níž vyučoval angličtinu a chemii.
Ve svých pětadvaceti letech si začal kupovat stavebnice Lego a z nich zkoušel stavět různé modely se zapojením vlastní invence. Šest let si ze stavebnice Lego Technic stavěl modely a své výtvory fotografoval. Snímky vystavoval na internetu na česká a posléze i světová Lego fóra.
Během roku 2010 byl na internetu přáteli upozorněn, že ve společnosti Lego hledají návrháře nových stavebnic. Odhodlal se a na inzerát zareagoval. Po přibližně půl roce mu dorazila odpověď s tím, že mu zasílají několik balení kostiček, aby jim předvedl, co dokáže. Zásilka se ale při dopravě v zahraničí zdržela, takže na vlastní práci měl méně času než původně plánoval, nicméně nakonec z dorazivší buginy, traktoru a kontejnerového sklápěče postavil model připomínající automobil Tatra 815, který táhl podvalník, na němž vezl monster truck. U pohovoru ale nakonec neuspěl. Po zhruba jednom byl povýšen vedoucí týmu, do něhož se původně hlásil, a nahradil ho jiný pracovník, který za sebe hledal náhradu na svoji předchozí pozici. Na konci roku 2011 se Reindl vydal do Billundu, kde společnost sídlí, a od 1. dubna 2012 je jejím zaměstnancem. Působí v oddělení vyvíjející stavebnice řady Lego Technic. Stal se tak jediným českým designérem této stavebnice.
Mezi jím vyvinuté stavebnice patří dvourotorová nákladní helikoptéra. K roku 2020 považoval za nejsložitější model, na jehož přípravě se podílel, stavebnice automobilu Land Rover Defender, která byla nejen složitá na tvorbu jednotlivých součástek motoru, ale i s ohledem na skutečnost, že musel celý model sestavovat pouze popaměti, neboť jeho vývoj probíhal ještě před odhalením skutečného automobilu 12. září 2019 na frankfurtském autosalonu. Do své stavebnice číslo 42117 (Race Plane) ukryl českou imatrikulaci „OK“ a iniciály svých dětí. Do stavebnice číslo 42138 (Ford Mustang Shelby GT500) zas do spodku šasi skryl vzkaz pro svou manželku.

## Připravované či vyvinuté stavebnice
Reindl se během svého působení ve společnosti Lego k roku 2025 podílel na těchto stavebnicích:
| Číslo stavebnice | Název                                | Rok vydání |
| ---------------- | ------------------------------------ | ---------- |
| 42006            | Excavator                            | 2013       |
| 42020            | Twin-rotor Helicopter                | 2014       |
| 42022            | Hot Rod                              | 2014       |
| 42023            | Construction Crew                    | 2014       |
| 42028            | Bulldozer                            | 2014       |
| 42042            | Crawler Crane                        | 2015       |
| 42034            | Quad Bike                            | 2015       |
| 42040            | Fire Plane                           | 2015       |
| 42052            | Heavy Lift Helicopter                | 2016       |
| 42046            | Getaway Racer                        | 2016       |
| 42047            | Police Interceptor                   | 2016       |
| 42053            | Volvo EW160E                         | 2016       |
| 42065            | RC Tracked Racer                     | 2017       |
| 42069            | Extreme Adventure                    | 2017       |
| 42063            | BMW R 1200 GS Adventure              | 2017       |
| 42071            | Dozer Compactor                      | 2018       |
| 42078            | Mack Anthem                          | 2018       |
| 42079            | Heavy Duty Forklift                  | 2018       |
| 42110            | Land Rover Defender                  | 2019       |
| 42104            | Race Truck                           | 2020       |
| 42117            | Race Plane                           | 2021       |
| 42125            | Ferrari 488 GRE AF Corse #51         | 2021       |
| 42129            | 4x4 Mercedes-Benz Zetros Trial Truck | 2021       |
| 42138            | Ford Mustang Shelby GT500            | 2022       |
| 30433            | Volvo Wheel Loader                   | 2022       |
| 42154            | 2022 Ford GT                         | 2023       |
| 42177            | Mercedes-Benz G500 Professional      | 2024       |
| 42206            | Oracle Red Bull Racing RB20 F1 Car   | 2025       |